# Gebüsch-Grünspanner
Der Gebüsch-Grünspanner (Hemithea aestivaria) ist ein Schmetterling (Nachtfalter) aus der Familie der Spanner (Geometridae).

## Merkmale
Die Falter erreichen eine Flügelspannweite von 25 bis 30 Millimetern. Sie haben graugrüne Vorderflügel, auf denen zwei helle, dünne, leicht gewellte Binden die Flügel etwa dritteln. Der Flügelrand ist abwechselnd hellgrau und schwarz gefranst. Auf den Hinterflügeln, die die gleiche graugrüne Färbung haben, setzt sich die hintere, helle Binde fort.

## Verbreitung
Die Tiere kommen in Süd- und Mitteleuropa in Laubwäldern, buschreichen Gegenden und Hecken aber auch in Gärten und Parks vor.

## Synonyme
- Phalaena aestivar Hübner, 1789[1]
- Phalaena strigata Müller, 1764[1]

## Lebensweise
Die Falter fliegen ab der Dämmerung bis in die Nacht hinein.

### Flug- und Raupenzeiten
Der Gebüsch-Grünspanner bildet eine Generation im Jahr, die von Ende Mai bis Mitte August fliegt. Die Raupen sind im August anzutreffen, überwintern und verpuppen sich im darauffolgenden Mai. Gelegentlich wird eine zweite unvollständige Generation gebildet.

### Nahrung der Raupen
Die Raupen ernähren sich von verschiedenen Laubbäumen und Sträuchern, wie z. B. Weißdorn (Crataegus spec.), Schlehdorn (Prunus spinosa), Stachelbeere (Ribes uva-crispa), Brombeeren (Rubus fruticosus) und Heidelbeere (Vaccinium myrtillus).

## Entwicklung
Die Weibchen legen ihre Eier im Sommer an den Futterpflanzen ab. Die grünen Raupen haben eine rotbraune Musterung und schwarze, V-förmige Makeln auf dem Rücken.